# نظريات النسيان
نظريات النسيان هي رواية ما بعد الحداثة من قبل لانس أولسن، نُشِرت بواسطة الخيال الجماعي تو (FC2) في عام 2014.

## مؤامرة وهيكل
نظريات النسيان هي رواية تتكون من ثلاث روايات متقاطعة. الأول ينطوي على قصة فنان الفيديو في منتصف العمر، ألانا، والعمل على شريط فيديو تجريبي قصير حول روبرت سميثسون الأرض الفن دوامة جيتي. والثاني يتضمن قصة زوج ألانا، هيو، واختفائه البطيء في جميع أنحاء أوروبا وعبر الأردن في رحلة إلى هناك لتذكر وننسى في أعقاب وفاة ألانا غير المتوقعة. ويرتبط تلاشيه بجماعة الجميلات النائمات، وهي طائفة دينية عالمية صاعدة تعبد الباربيتيورات. أما الرواية الثالثة فيتألف من قصة ابنتهما، أيلا، الناقدة الفنية والفنانة المفاهيمية التي تعيش في برلين، والهامشية التي تكتبها في مخطوطة والدها التي تكتشفها بعد اختفائه.
كل من هذه الروايات لها شكلها الفريد والملمس. تتخذ ألانا شكل مذكرات تحتوي على صور ورسومات وقصاصات صحف وتأملات في أعمال سميثسون، التي تصبح مهووسة بها بشكل متزايد. هيو هو أكثر تقليدية السرد شخص ثالث، وصوتها مخدر، مشوشة، في أعقاب وفاة زوجته غير متوقعة. ملاحظات (إيلا) موجودة فقط في هوامش نص (هيو).
وتنقسم كل صفحة من الرواية إلى نصفين. ويمتد أحد السردين عبر «الأعلى» من «الأمام» إلى «الخلف»، في حين أن السرد الآخر يمتد «رأسا على عقب» عبر «أسفل» الصفحة من «العودة» إلى «الجبهة». بمعنى من المعاني، ثم، فإن الهيكل المادي للرواية يوحي دوامة. نظريات النسيان لا تملك غطاء أمامي بدلا من ذلك، فإنه يملك اثنين من تلك الخلفية. عند فتحه، يجب على القارئ أن يختار ما يشكل السرد المتميز، الذي يبدأ به، وهذا الاختيار سيضغط على المعنى الذي ستصنعه، حيث أن هناك عناصر متناقضة في المؤامرات المتنافسة.
نظريات النسيان، ثم مهتمة في مادية الصفحة وكذلك في مسائل مواضيعية مثل الموت ومشكلة الذاكرة والتاريخ.

## الاستقبال
كولاغيست أنه مع نظريات نسيان أولسن يسلم ما يمكن أن يسمى رواية تدمير التي تقاوم بنجاح إغراء إستراتيجية السرد التقليدية، ولكن لرواية أن ومضات بوعي ذاتي حتى حسن النية التجريبية، نظريات لا تزال مقروءة بشكل بارز. ولا ينبغي أن يكون الابتكار وإمكانية الوصول في معارضة بعضهما البعض". ووصف المحادثة الفصلية رواية أولسن "عمل بارع".

## روابط اضافية
- مقابلة مع لانس أولسن حول نظريات النسيان (مارس 2014).